# 矢立肇
矢立 肇（やたて はじめ）は、サンライズ及びバンダイナムコピクチャーズのアニメーション作品企画部が用いる共同ペンネーム。

## 概要
サンライズの自社制作作品第2弾『無敵鋼人ダイターン3』（1978年）以降、同社のオリジナル作品に原作者・原案者として名前を列ねるが、実在する特定の個人ではなく、主に版権管理のために使われる名称。基本的にはサンライズの企画スタッフの共用ペンネームであるが、1980年代前半までは、当時の取締役企画部長で1987年からは社長を務めた山浦栄二の事実上のペンネームでもあった（詳細は後述）。
ペンネームの由来は、日本サンライズに在籍した河原よしえ（風間洋）が企画室デスク（当時）の飯塚正夫から聞いたところによれば、これから大変な旅が始まるという意味から松尾芭蕉の『奥の細道』の1節「矢立ての初め」に因むとともに「やったぜ、初めて！」という意味を込めて付けられたという。
『出撃!マシンロボレスキュー』や『アイドルマスター XENOGLOSSIA』のようにバンダイナムコグループ内の別会社がキャラクターデザインに関する権利を所有する場合でも、企画やプリプロダクションを全てサンライズが取り仕切る場合はサンライズオリジナル作品＝矢立肇原作という扱いになることがある。
もっとも、全てのサンライズオリジナル作で矢立名義が用いられる訳ではない。例えばガンダムシリーズでは富野由悠季が矢立との連名での原作者となっているほか、『装甲騎兵ボトムズ』などでは高橋良輔が原作者である。『機甲猟兵メロウリンク』や『ダーティペア』のOVA作品などでは原案もしくは企画として「江田文行」という名前が見られるが、こちらについてはこれらの作品が制作された当時、サンライズの制作部が2つに分かれており、このうち矢立名義を使いたくない一方が、当時の制作陣の名前を一文字ずつ繋いで作ったペンネームであるという。その一方で、『DTエイトロン』や『コードギアス 反逆のルルーシュ』など、権利関係上矢立肇のクレジットがない作品や、『TIGER & BUNNY』や『アイカツ!』のように「原作 サンライズ」とクレジットされる作品もある。
2015年4月1日付でサンライズのキッズ・ファミリー向け部門が分社化しバンダイナムコピクチャーズが設立され、「原作 サンライズ」の名義も「原作 BANDAI NAMCO Pictures」に変更されたが、『バトルスピリッツ』シリーズについてはバンダイナムコピクチャーズ制作となった『バトルスピリッツ 烈火魂』以降の作品も引き続き原作を矢立肇名義としている。

## 山浦栄二説
1980年代前半までは矢立肇は複数の人物によるペンネームではなく、当時サンライズの企画部長だった山浦栄二個人だと認識されていたことを複数の関係者が証言している。
アニメ監督の長浜忠夫は山浦について、1980年に出版した書籍で「彼は最近矢立肇の名を使ってる様子」と記している。
アニメ監督の高橋良輔は矢立について「山浦の印象が強い」とし、自身の文章に矢立を登場させる際、自分でイラストを描く場合は山浦のイメージで描いていると語っている。また高橋は、この「矢立肇」という筆名そのものも、その文化的趣味から山浦が付けたのではないかと推測している。
アニメ監督の富野由悠季が『伝説巨神イデオン』製作中に『アニメージュ』に連載していた『「イデオン」ライナー・ノート』に登場する矢立肇は、矢立「部長」である。
漫画家でアニメーターの安彦良和が、2017年8月23日放送のTBSラジオ「伊集院光とらじおと」にゲスト出演した際、矢立肇はガンダムの現場では大体山浦さんと証言。
アニメ雑誌『アニメック』1986年6月号の「アニメ雑学大事典」コーナーでは、矢立についての読者の質問に対し、「矢立部長は企画原案といっても企画書をテレビ局やスポンサーに通すまでがメインの仕事」と、山浦の名前こそ出していないものの「（企画）部長が矢立だ」とする回答を行っている。また同誌編集長だった小牧雅伸も自身の回顧録の中で「山浦部長=矢立部長という図式が、私の頭の中にはある」と記している。
河原よしえは、「少なくとも80年代前半までの矢立肇は、ほぼこの企画部長、山浦榮二のことと思っていい」としている。そして、スポンサー等に提出する企画書を作るには脚本家やデザイナーなど複数の人の力を結集しなければならず、「企画に参加した人々の共同ペンネームが矢立肇である」というのも嘘ではないが、様々な企画を発案し、それならやってみようと周りをその気にさせた山浦の存在なくしては数々のオリジナル作品は生まれなかったと語っている。しかし、ムック『グレートメカニックG 2022 WINTER』の河原による連載記事によれば、本名義はサンライズ企画室とイコールであり、初代企画室長の山浦が経営側に回って井上幸一が中心に移ったあとは「2代目・矢立肇」ということになるとしている（井上と河原はのちに結婚）。
その後様々な人物が「矢立肇」を名乗り作品に関わっている。